# Louis J. Gasnier
Louis Joseph Gasnier (Parigi, 15 settembre 1875 – Hollywood, 15 febbraio 1963) è stato un regista francese.

## Biografia

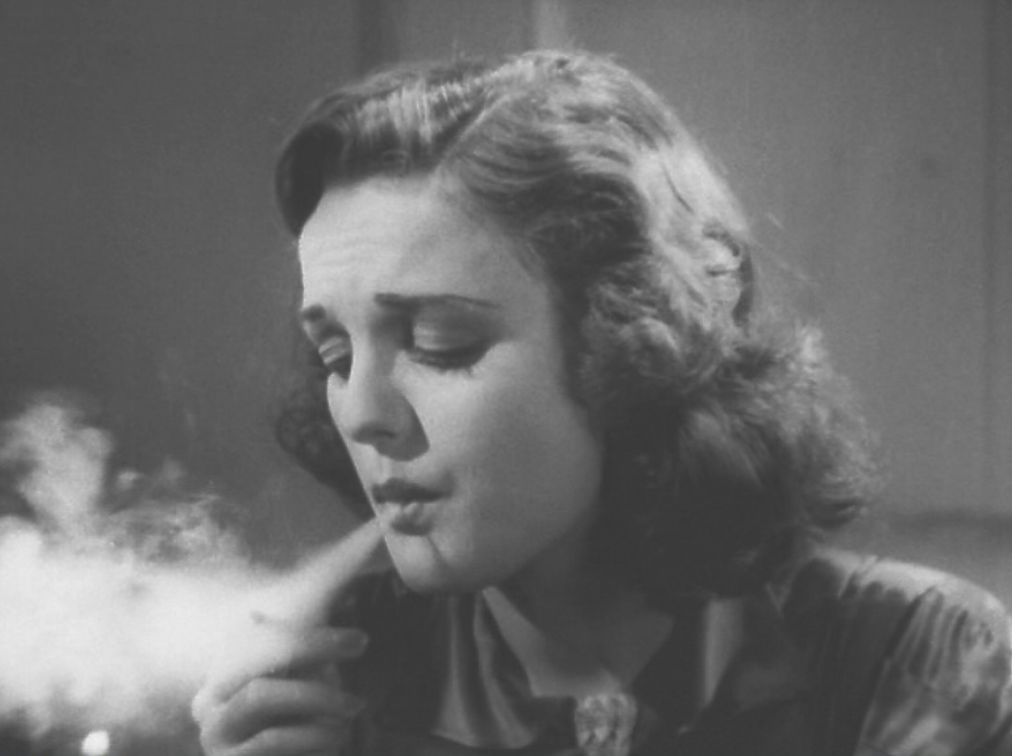
Dorothy Short in Reefer Madness

Nato a Parigi, Gasnier iniziò a fare film agli inizi del cinema (1905), dirigendo il famoso comico Max Linder in molti dei suoi primi corti comici. Negli Stati Uniti dal 1912, Gasner si fece un nome in varie prestigiose produzioni, tra cui la serie Le avventure di Paolina (1914), con Pearl White, con la quale fece diversi altri serial. La carriera di Gasnier declinò con l'avvento del sonoro e, successivamente, venne confinato nella produzione di B movie a basso costo.
Probabilmente il suo film più famoso, seppur non per ragioni artistiche, fu il progetto anti-marijuana Reefer Madness del 1936. Il film, super-predicatorio e con un taglio talmente propagandistico da provocare l'ilarità nello spettatore, si guadagnò, col passare degli anni, la fama di film culto. Al giorno d'oggi, si trova abbastanza facilmente anche in DVD ed è passato molte volte in televisione, diventando un esempio di film degli anni '30 che, all'uscita, distribuito in poche copie, venne poco visto, ma che poi aumentò la sua diffusione negli anni seguenti. Dopo Reefer Madness, Gasnier fece altri otto film prima di ritirarsi nel 1941.
Gasnier morì a Hollywood all'età di 87 anni nel 1963.

## Curiosità
Nel 1910, di stanza in Italia, diresse una ancora sconosciuta Francesca Bertini, al suo secondo lavoro, nel film Il trovatore.

## Filmografia parziale
- La première sortie d'un collégien – cortometraggio (1905)
- La mort d'un toréador – cortometraggio (1907)
- Le cheval emballé – cortometraggio (1908)
- Max fait du ski, co-regia di Lucien Nonguet – cortometraggio (1910)
- Les Débuts de Max au cinéma, co-regia di Max Linder – cortometraggio (1910)
- Il trovatore – cortometraggio (1910)
- Le avventure di Paolina (The Perils of Pauline), co-regia di Donald MacKenzie - serial (1914)
- Detective Swift (1914)
- I misteri di New York (The Exploits of Elaine), co-regia di George B. Seitz, Leopold Wharton - serial (1914)
- The Stolen Birthright, co-regia di Leopold Wharton, Theodore Wharton (1914)
- The New Exploits of Elaine, co-regia di Leopold Wharton, Theodore Wharton - serial (1915)
- Hazel Kirke, co-regia di Leopold Wharton, Theodore Wharton (1916)
- The Shielding Shadow, co-regia di Donald MacKenzie - serial (1916)
- La Lumière qui s'éteint
- The Mystery of the Double Cross, co-regia di William Parke - serial (1917)
- The Seven Pearls, co-regia Donald MacKenzie - serial (1917)
- Hands Up, co-regia di James W. Horne - serial cinematografico (1918)
- The Tiger's Trail, co-regia di Robert Ellis, Paul Hurst - serial (1919)
- The Pleasant Devil (1919)
- The Corsican Brothers, co-regia di Colin Campbell (1920)
- The Butterfly Man, co-regia di Ida May Park (1920)
- Kismet (1920)
- Good Women (1920)
- Annabel's Romance (1921)
- A Wife's Awakening (1921)
- Silent Years (1921)
- The Call of Home (1922)
- Rich Men's Wives
- Thorns and Orange Blossoms
- The Hero (1923)
- Poor Men's Wives
- Daughters of the Rich (1923)
- Mothers-in-Law
- Maytime (1923)
- Poisoned Paradise
- Champagne (Wine) (1924)
- The Breath of Scandal (1924)
- White Man (1924)
- The Triflers (1924)
- The Parasite (1925)
- The Boomerang (1925)
- Faint Perfume (1925)
- Parisian Love
- Pleasures of the Rich
- Out of the Storm (1926)
- That Model from Paris
- Sin Cargo
- The Beauty Shoppers
- Streets of Shanghai (1927)
- Should Tall Men Marry? (1928)
- Lost at Sea
- Fashion Madness
- Darkened Rooms
- Un tocco di scarlatto (Slightly Scarlet)
- Shadow of the Law (1930)
- Amor audaz
- Mysterious Mr. Parkes (1930)
- Peccato virtuoso (The Virtuous Sin)
- The Lawyer's Secret, co-regia Max Marcin (1931)
- Silence
- Il delitto di Clara Deane (The Strange Case of Clara Deane)
- Forgotten Commandments
- Topaze (1933)
- Espérame
- Melodía de arrabal
- Reefer Madness (1936)
- Sunset Murder Case (1938)
- Murder on the Yukon (1940)
- Stolen Paradise (1940)